# Strøget
Strøget (se prononce streu-yet) est la principale rue commerçante de Copenhague, capitale du Danemark.

## Situation et accès
Attraction touristique et populaire, elle est la rue piétonne la plus longue d'Europe après rue Sainte-Catherine, à Bordeaux.
Il existe en fait un Strøget dans chaque ville danoise puisque le mot désigne l'artère commerçante et souvent piétonne du centre-ville.
À Copenhague, Strøget va de Rådhuspladsen (place de l'Hôtel-de-Ville), au sud-ouest, à Kongens Nytorv (place Royale), au nord-est, suivant tour à tour les rues Frederiksberggade, Nygade, Vimmelskaftet, Amagertorv et Østergade.
C'est le long de cette artère que se trouvent les magasins les plus célèbres de la ville - Illums Bolighus, Magasin du Nord, la boutique de la Royal Copenhagen (Manufacture royale de porcelaine de Copenhague)  -, des magasins de souvenirs et des boutiques de la plupart des grandes enseignes occidentales de vêtements, des restaurants rapides etc.
Dans la journée, il y a tellement de piétons qui arpentent l'artère que même les vélos y sont interdits, mesure étonnante dans une ville qui leur accorde  une place prépondérante.

## Historique
Sous l'impulsion de Alfred Wassard, ancien bourgmestre de Copenhague, Strøget est devenue voie piétonne en 1962, lorsque les voitures se sont faites trop présentes dans le centre historique de la capitale danoise. Les autorités tenaient à conserver des zones sans véhicule dans le centre-ville.

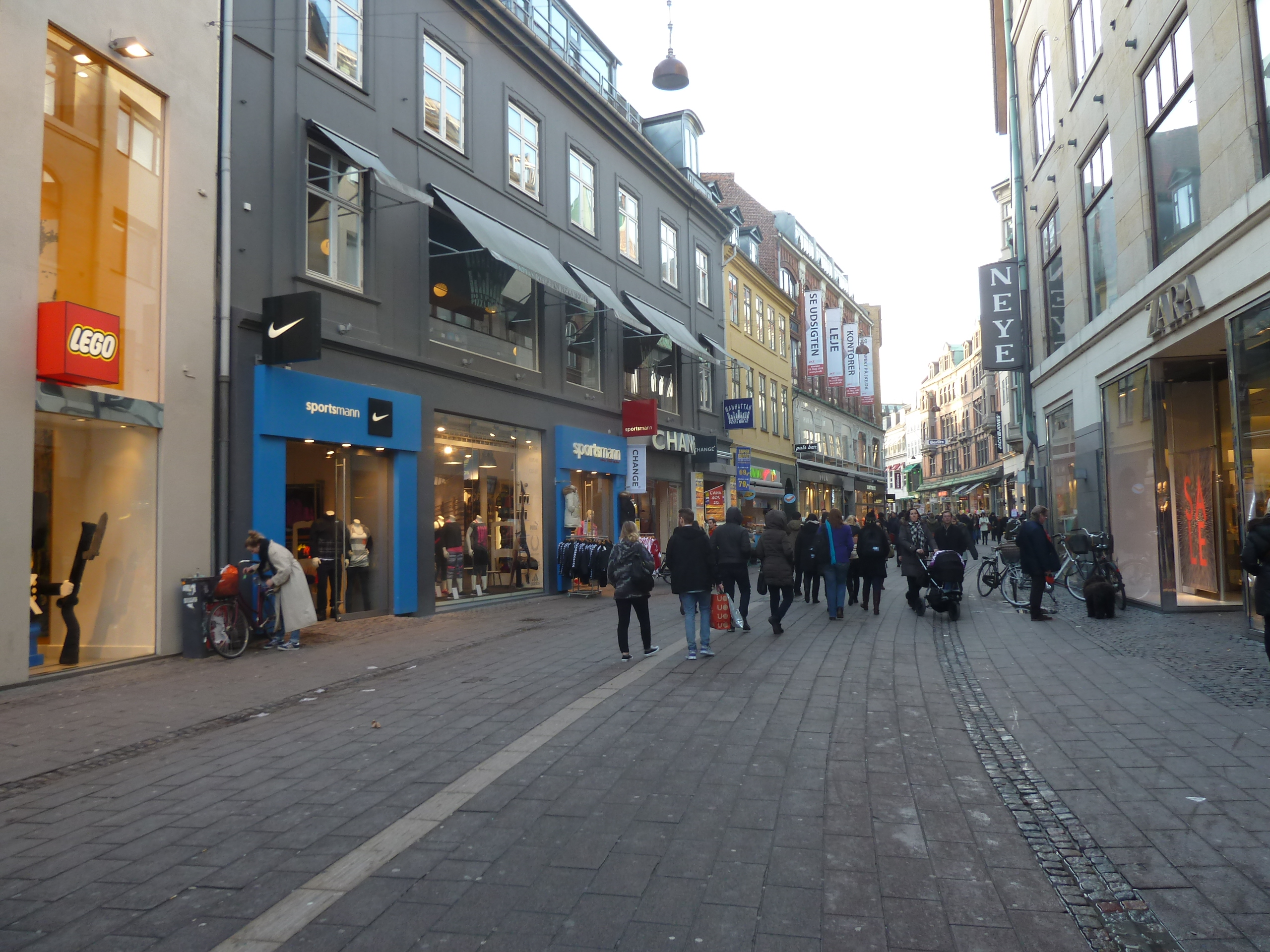
Vimmelskaftet, une partie de Strøget.